# 운 레푸히오 파라 엘 아모르
《운 레푸히오 파라 엘 아모르》(스페인어: Un refugio para el amor)은 2012년 방영된 멕시코의 텔레노벨라이다.